# آلفرد بالدوین اسلون
آلفرد اسلون بالدوین (انگلیسی: Alfred Baldwin Sloane؛ ۲۸ اوت ۱۸۷۲ – ۲۱ فوریه ۱۹۲۵) یک ترانه‌سرا اهل ایالات متحده آمریکا بود.